# 長良川交通公園
株式会社長良川交通公園（ながらがわこうつうこうえん）は、岐阜県岐阜市に所在するレジャー施設運営会社。岐阜市内で映画館を経営する「岐阜土地興業」の100%子会社である。設立は1959年（昭和34年）。

## スポーツ施設事業
高度経済成長前期の1959年（昭和34年）、岐阜市日野西の長良川沿い（後の鵜飼い大橋南詰）に遊びながら交通ルールを学べるレジャー施設を開業、社名はこれに由来する。
1967年（昭和42年）、同施設を屋外流水プール兼スケートリンクへ全面改修。構造設計は坂田美郎で、鉄筋コンクリート造の地上2階建てだった。「ジャンボ滑り台」を備えたプールは「マンモスプール」と呼ばれ、1970年代当時人気を博していたパンダの滑り台を設置した。東海地方で放映されていたテレビCMでは滑り台からの水しぶきがテレビ画面からお茶の間に飛び込んでくるという、派手な演出を行なっていた。冬季は水路上にリンクを設置して「マンモスリンク」として屋外スケート場として使用されていた。
他にも周回タイプのゴーカート、ビックリハウス等が施設内に併設されていた。
1990年代初頭に老朽化のためプール兼スケート場は閉鎖され、1991年（平成3年）よりゴルフ練習場として段階的に改装されて現在に至っている。また1972年（昭和47年）よりボウリング場「コーエンボウル」が隣接されていたが、耐震強度の問題により2017年（平成29年）3月をもって閉鎖された。これにより営業継続するのはゴルフ練習場のみとなった。

## その他の事業
岐阜市内及び西濃地区に「マンモス」という名称でホームセンターを経営していた。
1990年代後半には岐阜市内に日野店・県庁前店・フォレスタマンモス（鷺山）の3店舗、大垣市内に大垣店・西濃店の2店舗の他、糸貫町、神戸町にも各1店舗出店していたものの漸次規模を縮小、2005年（平成17年）に同業種のバローへ事業を譲渡した。現在はフォレスタマンモスがホームセンターバローの正木店として残っている。